# Курочка рогата
Курочка рогата (Gallicrex cinerea) — вид журавлеподібних птахів родини пастушкових (Rallidae).

## Поширення
Курочка рогата мешкає в болотах в Азії від Індії, Пакистану та Шрі-Ланки до Китаю, Японії, Філіппін та Індонезії. На більшій частині свого ареалу він веде осілий спосіб життя, але особини, що живуть у північних районах, наприклад у північному Китаї та Кореї, взимку мігрують на південь.

## Опис
Дорослі самці сягають приблизно 43 см завдовжки та важать 476—650 г. Самиці менші — приблизно 36 см у довжину та вагою 298—434 г. Поза сезоном гніздування птахи мають темно-коричневу верхню частину голови, чорнувато-коричневу верхню частину тіла з домішкою темно-коричневих ділянок, червоно-коричневу голову та шию, білуваті підборіддя та горло, світло-коричневу нижню частину тіла, вкриту тонкими темнішими смугами, жовті райдужки, жовтуватий дзьоб і передній щиток, а також зеленувато-коричневі ноги й ступні. Однак під час шлюбного періоду оперення самців стає майже повністю чорним, за винятком нижньої частини хвоста, яка має червоно-коричневий колір і позначена тонкими чорними смугами; дзьоб набуває яскравого жовтого відтінку, а лобова пластинка стає червоною і розширюється в м'ясистий і роговий відросток, спрямований косо назад. У цей період райдужка, лапи і ступні також червоні.

## Спосіб життя
Досить потайливі птахи, але іноді їх помічають на відкритих ділянках. Вони активні на світанку та в сутінках. Ці птахи прощупують ґрунт на мілководді або мулі, шукаючи поживу. Харчуються переважно комахами, іншими безхребетними, дрібною рибою та насінням. Гнізда розташовуються в сухому місці на землі в болотистій рослинності. Зазвичай відкладають 3–6 яєць.